# کلکه جار
کلکه جار، روستایی از توابع بخش کرفتو شهرستان دیواندره در استان کردستان ایران است.

## جمعیت
این روستا در دهستان اوباتو قرار دارد و براساس سرشماری مرکز آمار ایران در سال ۱۳۸۵، جمعیت آن ۲۲۳ نفر (۴۴خانوار) بوده‌است.